# South Delhi (distrikt)
South Delhi er et distrikt i det indiske nationale hovedstadsterritorium Delhi.

## Demografi
Ved folketællingen i 2011 var der 2,733,752 indbyggere i distriktet, mod 2,267,023 i 2001. Den urbane befolkningen udgør 99,56 % af befolkningen.
Børn i alderen 0 til 6 år udgjorde 11,82 % ved folketællingen i 2011 mod 14,77 % i 2001. Antallet af piger i den alder per tusinde drenge er 878 i 2011 mod 888 i 2001.